# The Guys from Paradise
The Guys from Paradise (en japonés: 天国から来た男たち, Tengoku kara kita otoko-tachi ?) es una película japonesa de 2001 dirigida por Takashi Miike , basada en la novela de Yôji Hayashi.
Ambientada en Filipinas, "The Guys from Paradise" enlaza las historias de varios casos criminales de la vida real.

## Argumento
Un joven empresario japonés es detenido durante un viaje de negocios a Filipinas, acusado de tráfico de drogas y posesión de un kilo de heroína (delito por el que corre el riesgo de ser condenado a muerte). Kohei es encarcelado en una prisión llamada 'El Paraíso'. Aunque sea inocente, el hombre tendrá que vivir la dura realidad de las prisiones filipinas donde manda el dinero y las amistades, donde la corrupción de los guardias es la clave para cualquier cosa que se quiera conseguir en la penitenciaría. En poco tiempo, Kohei comprenderá esta realidad convirtiéndose en el aliado del jefe Yoshida, que también es japonés y busca alguien en quien confiar. Los acontecimientos de 'Paraíso' se mezclarán con la siempre presente esperanza del joven de salir de prisión con ayuda de su mujer y su abogado. Justo cuando el hombre está cada vez más convencido de que no tiene esperanzas de volver a la vida cotidiana, un apagón le permitirá escapar en compañía de algunos prisioneros y del jefe. Una vez fuera, el hombre se verá obligado a afrontar la realidad de la vida, en la que, igual que dentro de la penitenciaría, sólo cuenta el dinero.

## Reparto
| Actor             | Papel                             |
| ----------------- | --------------------------------- |
| Kōji Kikkawa      | Kōhei Hayakawa                    |
| Nene Otsuka       | Namie Mishima                     |
| Ken'ichi Endô     | Toshiyuki Umino                   |
| Kazuhiko Kanayama | Kōji Sugimori                     |
| Toshiyuki Kitami  | Tadashi Yabumoto                  |
| Kenji Mizuhashi   | Filipinas Tarō                    |
| Mai Oikawa        | Miyuki Hayasaka (esposa de Kohei) |
| Hua Rong Weng     | Jun Sakamoto                      |
| Mitsuhiro Oikawa  | Kashiwagi                         |
| Naoto Takenaka    | Hombre misterioso                 |
| Tsutomu Yamazaki  | Katsuaki Yoshida                  |
| Hideo Sako        |                                   |

## Otros créditos
- Supervisor de producción: Tomohiro Kawase, Naoto Sarukawa, Yukio Nihei y Hiroshi Hayakawa.
- Productores: Hideo Takano y Michio Uematsu.
- Planificación: Hidehiro Itō.
- Productor ejecutivo: Masanobu Hamasaki	.
- Planificación y producción: Yoshie Hayashi.
- Producido por: Shigeyuki Yasumura, Ken'ichirô Shimabukuro, Sôgaku Koga y Miyoshi Hikawa.
- Diseñador de producción (arte): Tatsuo Ozeki.
- Sonido: Yoshiya Obara.
- Efectos de sonido: Kenji Shibasaki (Arquebuse)
- Asistente de dirección: Yutaka Ogi.
- Colaboración musical: Tomoyuki Konishi.
- Asistentes de dirección: Hideki Oka, Ken'ichirô Nishiumi y Kohei Adachi.
- Productor de la unidad de Filipinas: Renzo Cruz.
- Cooperación en Filipinas: Extreme Entertainment.
- MA: Aoi Studio Co.
- Desarrollo: IMAGICA.
- Patrocinador especial: Sapporo Brewery.

## Lanzamiento
The Guys from Paradise se estrenó el 30 de octubre de 2000 en el Festival Internacional de Cine de Tokio y el 16 de junio de 2001 en los cines de Japón. Fue precedida de dos documentales making of en VHS, que únicamente se vendieron a través de pedidos por correo, salas de conciertos y puestos de venta en teatros.
- SQUALL Kōji Kikkawa in The Guys from Paradise (46 min.) (2001, Hammers)[5]
- BE SHOOTING The Guys from Paradise (48 min.) (2001, Hammers)[6]

Fue lanzada en Japón el 14 de diciembre de 2001, en VHS por KSS y en DVD editado por Hammers, Nikkatsu, KSS y TV Asahi y distribuido por KSS.También se lanzó en DVD con doblaje incluido en: Italia, el 16 de abril de 2008, editado por Dynit y distribuido por Eagle Pictures, y en Alemania el 12 de julio de 2007,por Splendid Film y WVG, con los extras de una entrevista y un making of.

## Recepción
En una reseña de Prison Movies, comentaron: «Esta peculiar película de Takashi Miike presenta una imagen nada halagüeña del sistema penitenciario filipino: corrupción endémica, hacinamiento crónico y escasez terminal de recursos. Un sistema que atiende a los ricos a expensas de los que no tienen medios, reflejando demasiado fielmente ese mundo exterior del que están pobladas todas las prisiones».
Alexander Knoth en una reseña para Asian Movie Pulse, escribió: «En cuanto a la producción, la película adopta un enfoque realista. Takashi Miike rodó todo en exteriores, en una prisión real y con prisioneros reales como extras. Eso le da a la película una especie de sentimiento sucio y turbio, de una manera positiva. Sin duda un aspecto que está a la altura de la reputación de Miike como director de cine fuera de la ley.
En general, The Guys from Paradise es otro gonzo del renombrado cineasta que dirigió otras tres películas y una miniserie de televisión de seis capítulos ese mismo año. El crítico de cine Mark Schilling puede tener razón al comparar la producción de Miike con la del legendario Seijun Suzuki, cuyas películas de Yakuza tampoco hicieron concesiones en términos de violencia. Sin embargo, esta producción destaca por su ambientación inusual y el conflicto entre culturas».

## Reconocimientos
- 2001 - Jeonju International Film Festival
  - Nominación a mejor película para Takashi Miike
- 2002 - Kinema Junpo Awards
  - Mejor actor de reparto: Tsutomu Yamazaki
- 2002 - Japanese Professional Movie Awards
  - Nominación a mejor director para Takashi Miike
- 2002 - Yokohama Film Festival
  - Mejor actor de reparto: Tsutomu Yamazaki